# 先天性中枢性肺胞低換気症候群
先天性中枢性肺胞低換気症候群 (せんてんせいちゅうすうせいはいほうていかんきしょうこうぐん) は、脳幹部の自律神経中枢の先天的な形成異常、機能不全による重篤な呼吸障害であり、睡眠時に呼吸不全を起こすのが特徴である。英語のCongenital central hypoventilation syndromeを略してCCHS、また睡眠時に重篤な症状が起こることからオンディーヌの呪いという別名をもつ。

## 病態
生理的には、高二酸化炭素状態や低酸素状態が起きると肺に分布する化学受容器が血中の酸素濃度や二酸化炭素濃度を感知して脳の呼吸中枢に信号を送り、換気を促す機能が備わっている。このような呼吸反射は自律神経系が担っている。
先天性中枢性肺胞低換気症候群の患児では、覚醒時にはこの生理的な呼吸機能が保持されているが、睡眠時にはこの機能が麻痺して肺胞レベルでの酸素と二酸化炭素のガス交換が行われないため呼吸不全となる。
発症には遺伝子レベルでの異常が背景にあり、中枢神経の自律神経細胞の発生に関与する転写因子遺伝子に変異があることが判明している。幸い、この変異はきわめて稀であり、目下のところ全世界で200名以下の報告例があるのみである。
成人の睡眠時無呼吸症候群（英語：sleep apnea）や乳幼児突然死症候群（英語：Sudden infantile death syndrome, 略称SIDS）と誤解されがちであるが、発症の仕組みはまったく異なる。大澤らの報告（2004年）でもCCHSに特異的なPhox2Bの遺伝子異常は乳幼児突然死症候群では認められなかったとされている。